# マイリトルポニー: エクエストリア・ガールズ
『マイリトルポニー: エクエストリア・ガールズ』（原題: My Little Pony: Equestria Girls）は、2013年にアメリカ合衆国およびカナダで制作されたアニメーション映画。『マイリトルポニー〜トモダチは魔法〜』シリーズ初の劇場版作品。2013年6月15日にロサンゼルス映画祭で先行上映され、翌日からアメリカとカナダの200の映画館で上映された。同年9月以降ディスカバリーファミリーなどでテレビ放映も行われた。

## 概要
『マイリトルポニー〜トモダチは魔法〜』のキャラクターを擬人化させた作品で、ポニー姿のキャラクターは導入部と終盤にしか登場しない。擬人化の設定に関して当初は賛否両論だったが、シリーズ化されるまで浸透するようになる。
日本では、2015年10月6日にネットフリックスで日本語吹き替え版が配信された。吹き替え翻訳は寺尾知寿子、演出は打越領一が担当。キャストは日本で放映された『マイリトルポニー〜トモダチは魔法〜』と同じだが、『マイリトルポニー〜トモダチは魔法〜』の提供であったブシロード、製作のAT-Xおよびウィーヴは今回の吹き替え版に積極的には関わっていない。そのためウィーヴは、後に2019年7月1日付でフリューへ吸収合併され解散した。

## ストーリー
ある日、トワイライトと仲間たちは、プリンセスセレスティアの催すプリンセス・サミットに出席するためクリスタルエンパイアを訪れる。旅の疲れを癒すために就寝していたその日の夜、最強の魔法「エレメント・オブ・ハーモニー」を使うために必要なトワイライトの王冠が何者かに強奪され、犯人は王冠とともに鏡の中に姿を消してしまう。セレスティアによれば、王冠を盗んだのは破門していた彼女の元弟子・サンセットシマー。彼女が姿を消した鏡は、決められた時期だけ異世界へと繋がる特別な鏡なのだという。王冠を取り戻すべく、トワイライトと相棒のスパイクは鏡の向こうの世界へと飛び込む。
鏡を抜けた先は人間界で、トワイライトは高校生、スパイクは犬の姿になっていた。エクエストリア（ポニー世界）の住人とよく似た生徒・教師が行き交うキャンタロット高校を舞台に、トワイライトとスパイクは慣れない人間の世界に戸惑いながらも、仲間を集めてサンセットシマーと対決する。

## 登場キャラクター
ゲストキャラクター以外はマイリトルポニー〜トモダチは魔法〜#登場キャラクターも参照。
サンセットシマー（Sunset Shimmer）
声 - 小清水亜美 / レベッカ・ショイチェット
本作のヴィラン。種族はユニコーンで、キューティーマークは夕暮れの太陽。
プリンセスセレスティアの弟子だったが、どんな手段を使ってでも欲しいものを手に入れようとする性格が災いして、破門を言い渡されていた。
セレスティアの元を去った後は人間界に移り、キャンタロット高校の生徒として日々を過ごしている。人間界のスニップスとスネイルズを子分に従え、巧みに生徒同士を仲違いさせるなどして学校中の生徒を支配下に置いて、セレスティアに復讐する機会をうかがっていた。
プリンセス・サミットでトワイライトがクリスタルエンパイアに来るタイミングに合わせて、トワイライトの王冠を奪い、人間界で魔法を発動させてセレスティアに復讐しようと画策する。しかし、揉み合いの中で意図せず王冠が先に人間界にワープし、人間界のフラッターシャイに拾われてセレスティア校長の手に渡ってしまう。しかも、その王冠は学校が主催するダンスパーティー「プリンセス・オブ・フォール・フォーマル」のプリンセスに与えられることになってしまう。
エクエストリアから追ってきたトワイライトとプリンセスに選ばれるために対決することになり、手下のスニップスとスネイルズを使ってトワイライトに妨害活動を仕掛ける。しかし、仲間を増やして学校中の生徒を味方につけたトワイライトに敗れ去り、最終的に実力行使で王冠を奪い取る。そして、王冠の力でモンスターに変身してトワイライトに反撃するも、友情の魔法を前に敗北を認める。
次作『マイリトルポニー: エクエストリア・ガールズ - 虹の冒険』では、改心したサンセットシマーがトワイライト達の仲間に加わっていく姿が描かれる。
第3作目『マイリトルポニー: エクエストリア・ガールズ - フレンドシップ・ゲーム』では、エクエストリアの魔法の謎を探るべく悪戦苦闘しつつも、新たな友情の導き手となるまでに成長した彼女の姿が描かれる。
フラッシュセントリー（Flash Sentry）
声 - 野島健児 / ヴィンセント・トン
キャンタロット高校の生徒で、ギターを弾くことが好きな快男児。偶然ぶつかったトワイライトに興味を抱いており、ダンスパーティーにも誘い、彼女とペアで踊るなど相思相愛の仲にまで発展。人気者で、改心する前のサンセットシマーと交際していた時期もあった。
エクエストリアのフラッシュセントリーは、クリスタルエンパイアの衛兵として城の警護に当たっている。帰還したトワイライトに興味を持たれた様子。

## キャスト
| 役名                                      | 原語版声優                   | 日本語吹き替え |
| ----------------------------------------- | ---------------------------- | -------------- |
| トワイライトスパークル                    | タラ・ストロング             | 沢城みゆき     |
| ピンキーパイ                              | アンドリア・リブマン         | 三森すずこ     |
| レインボーダッシュ                        | アシュリー・ボール           | 橘田いずみ     |
| アップルジャック                          | アシュリー・ボール           | 徳井青空       |
| ラリティ                                  | タバサ・セント・ジェルマン   | 佐々木未来     |
| フラッターシャイ                          | アンドリア・リブマン         | 加藤英美里     |
| スパイク                                  | キャシー・ウェーゼルク       | くまいもとこ   |
| プリンセスセレスティア / セレスティア校長 | ニコール・オリバー           | 井上喜久子     |
| プリンセスルナ / ルナ教頭                 | タバサ・セント・ジェルマン   | 本田貴子       |
| プリンセスケイデンス                      | ブリント・マキリップ         | 高垣彩陽       |
| サンセットシマー                          | レベッカ・ショイチェット     | 小清水亜美     |
| フラッシュセントリー                      | ヴィンセント・トン           | 野島健児       |
| スニップス                                | リー・トッカー               | 山口勝平       |
| スネイルズ                                | リチャード・イアン・コックス | 石田彰         |
| トリクシー                                | キャサリン・バー             | 柚木涼香       |
| ビッグマッキントッシュ                    | ピーター・ニュー             | 白熊寛嗣       |
| チアリー先生                              | ニコール・オリバー           | 潘めぐみ       |
| アップルブルーム                          | ミシェル・クリバー           | 大谷育江       |
| スウィーティーベル                        | クレア・コーレット           | 川田妙子       |
| ミセスカップケーキ                        | タバサ・セント・ジェルマン   | 吉田麻実       |

日本語版スタッフ：演出：打越領一、翻訳：寺尾知寿子、制作：ACクリエイト

## 音楽
通常のアニメ版と同様、主にウィリアム・アンダーソンがバックグラウンドミュージックを、ダニエル・イングラムが主題歌と挿入歌を担当した。2014年9月23日からiTunes Storeでサウンドトラックが配信されているが、"This Strange World"は収録されていない。
- オープニングテーマ - "Opening Titles (Remix)"
  - 作詞 - ローレン・ファウスト / 作曲・編曲 - ダニエル・イングラム / 歌 - レベッカ・ショイチェット、カイリー・ジョンストン
  - 通常のアニメ版のオープニングテーマをリミックスしたもの。
- 挿入歌
  - "This Strange World"
    - 作詞・作曲 - ダニエル・イングラム / 歌 - レベッカ・ショイチェット

  - "Equestria Girls (Cafeteria Song)"
    - 作詞 - ダニエル・イングラム、ミーガン・マッカーシー / 作曲 - ダニエル・イングラム / 歌 - メイン6（シャノン・チャン・ケント、カズミ・エバンス、アシュリー・ボール、アンドリア・リブマン、レベッカ・ショイチェット）
    - 2013年8月30日、実写によるショートバージョンのミュージックビデオも公開された[3]。

  - "Time to Come Together"
    - 作詞 - ダニエル・イングラム、ミーガン・マッカーシー / 作曲 - ダニエル・イングラム / 歌 - メイン6

  - "This Is Our Big Night"
    - 作詞 - ダニエル・イングラム、ミーガンマッカーシー / 作曲 - ダニエル・イングラム / 歌 - メイン6
- エンディングテーマ - "A Friend for Life"
  - 作詞・作曲 - ダニエル・イングラム / 歌 - ジェリカ・サントス[4]
- その他
  - "My Little Pony Friends"
    - 作詞 - ローレン・ファイスト、ダニエル・イングラム / 作曲・編曲 - ダニエル・イングラム、トレイバー・ホフマン、ステファン・アンドリュース、デーブ・コーマン / 歌 - ケイリー・ジョンストン[5]、AJ・ウッドワース、ローラ・ヘイスティングス[6]
    - 当初エンディングテーマとして使われる予定だった曲[7]。2014年8月14日にYouTubeの公式チャンネルで公開された[8]

## 関連商品
2013年8月6日にリージョン1対応のDVDとBlu-ray Discが発売され、9月4日にはリージョン4対応のDVDが発売された。また、2014年7月28日にリージョン2対応のDVDとBlu-ray Discがイギリス向けに発売されている。
そのほか、2013年10月1日にノベライズ作品『My Little Pony: Equestria Girls: Through the Mirror』、同月30日にコミカライズ作品『My Little Pony Annual 2013: Equestria Girls』が出版されている。